# A Study in Dameronia
A Study in Dameronia è un album di Tadd Dameron, pubblicato dalla Prestige Records nel 1953. Il disco fu registrato l'11 giugno 1953 a New York.

## Tracce
Lato A
1. Philly J.J. (Tadd Dameron)
2. Choose Now (Tadd Dameron)

Lato B
1. Dial "B" for Beauty (Tadd Dameron)
2. Theme of No Repeat (Tadd Dameron)

## Musicisti
Tadd Dameron's Big Ten
- Tadd Dameron - pianoforte, arrangiamenti
- Clifford Brown - tromba
- Idrees Sulieman - tromba
- Herb Mullins - trombone
- Gigi Gryce - sassofono alto
- Benny Golson - sassofono tenore
- Oscar Estell - sassofono baritono
- Percy Heath - contrabbasso
- Philly Joe Jones - batteria